# Idiostrangalia stusaki
Idiostrangalia stusaki là một loài bọ cánh cứng trong họ Cerambycidae.